# The Banker's Double
The Banker's Double è un cortometraggio muto del 1915 diretto da Langdon West.
Quarto episodio della serie Edison a un rullo Below the Dead Line.

## Produzione
Il film fu prodotto dalla Edison Company.

## Distribuzione
Distribuito dalla General Film Company, il film - un cortometraggio in una bobina - uscì nelle sale cinematografiche degli Stati Uniti il 16 gennaio 1915.